# (472) Roma
(472) Roma ist ein Asteroid des Hauptgürtels, der am 11. Juli 1901 vom italienischen Astronomen Luigi Carnera in Heidelberg entdeckt wurde.
Der Asteroid ist nach der italienischen Hauptstadt Rom benannt.

## Ereignisse
(472) Roma bedeckte am 8. Juli 2010 den 2,7 mag hellen Stern δ Ophiuchi (Delta Ophiuchi).